# Сентрал (Юта)
Сентрал (англ. Central) — переписна місцевість (CDP) в США, в окрузі Вашингтон штату Юта. Населення — 656 осіб (2020).

## Географія
Сентрал розташований за координатами 37°24′54″ пн. ш. 113°37′35″ зх. д. / 37.41500° пн. ш. 113.62639° зх. д. (37.414969, -113.626292).  За даними Бюро перепису населення США в 2010 році переписна місцевість мала площу 6,49 км², уся площа — суходіл.

## Демографія
Згідно з переписом 2010 року, у переписній місцевості мешкало 613 осіб у 255 домогосподарствах у складі 180 родин. Густота населення становила 94 особи/км².  Було 344 помешкання (53/км²).
Расовий склад населення:
| - 96,1 % — білих - 0,8 % — азіатів - 0,5 % — корінних американців - 1,8 % — осіб інших рас |

До двох чи більше рас належало 0,8 %. Частка іспаномовних становила 3,6 % від усіх жителів.
За віковим діапазоном населення розподілялося таким чином: 21,0 % — особи молодші 18 років, 53,6 % — особи у віці 18—64 років, 25,4 % — особи у віці 65 років та старші. Медіана віку мешканця становила 49,3 року. На 100 осіб жіночої статі у переписній місцевості припадало 101,6 чоловіків;  на 100 жінок у віці від 18 років та старших — 103,4 чоловіків також старших 18 років.
Середній дохід на одне домашнє господарство  становив 52 955 доларів США (медіана — 38 077), а середній дохід на одну сім'ю — 66 155 доларів (медіана — 56 750). За межею бідності перебувало 11,9 % осіб, у тому числі 21,1 % дітей у віці до 18 років та 0,0 % осіб у віці 65 років та старших.
Цивільне працевлаштоване населення становило 357 осіб. Основні галузі зайнятості: виробництво — 26,1 %, освіта, охорона здоров'я та соціальна допомога — 14,3 %, оптова торгівля — 11,5 %, будівництво — 11,2 %.